# 中華人民共和國第十一屆運動會水利江河體協代表團
中華人民共和國第十一屆運動會的水利江河體協代表團派出4位運動員參賽，參與跆拳道及武術散打兩個項目。由於跆拳道項目的賽事於開幕式前已經展開，因此，他們只有兩位運動員會於開幕式後參賽。

## 賽事成績

### 跆拳道
| 贾重飞 | 男子80公斤級以上 | 楊富超 (青海) L 2 - 7 | 没有晋级 | 没有晋级 | 没有晋级 | 没有晋级 | 没有晋级 |
| 王鑫   | 女子67公斤級以上 | 劉曉 (河南) L 4 - 7   | 没有晋级 | 没有晋级 | 没有晋级 | 没有晋级 | 没有晋级 |

### 武術散打
| 运动员 | 运动项目       | 首轮      | 次輪      | 半決賽    | 決賽      |
| 运动员 | 运动项目       | 对手 成绩 | 对手 成绩 | 对手 成绩 | 对手 成绩 |
| ------ | -------------- | --------- | --------- | --------- | --------- |
| 蒋全   | 男子77.5公斤級 |           |           |           |           |
| 劉龍波 | 男子67公斤級   |           |           |           |           |